# Tim Kring

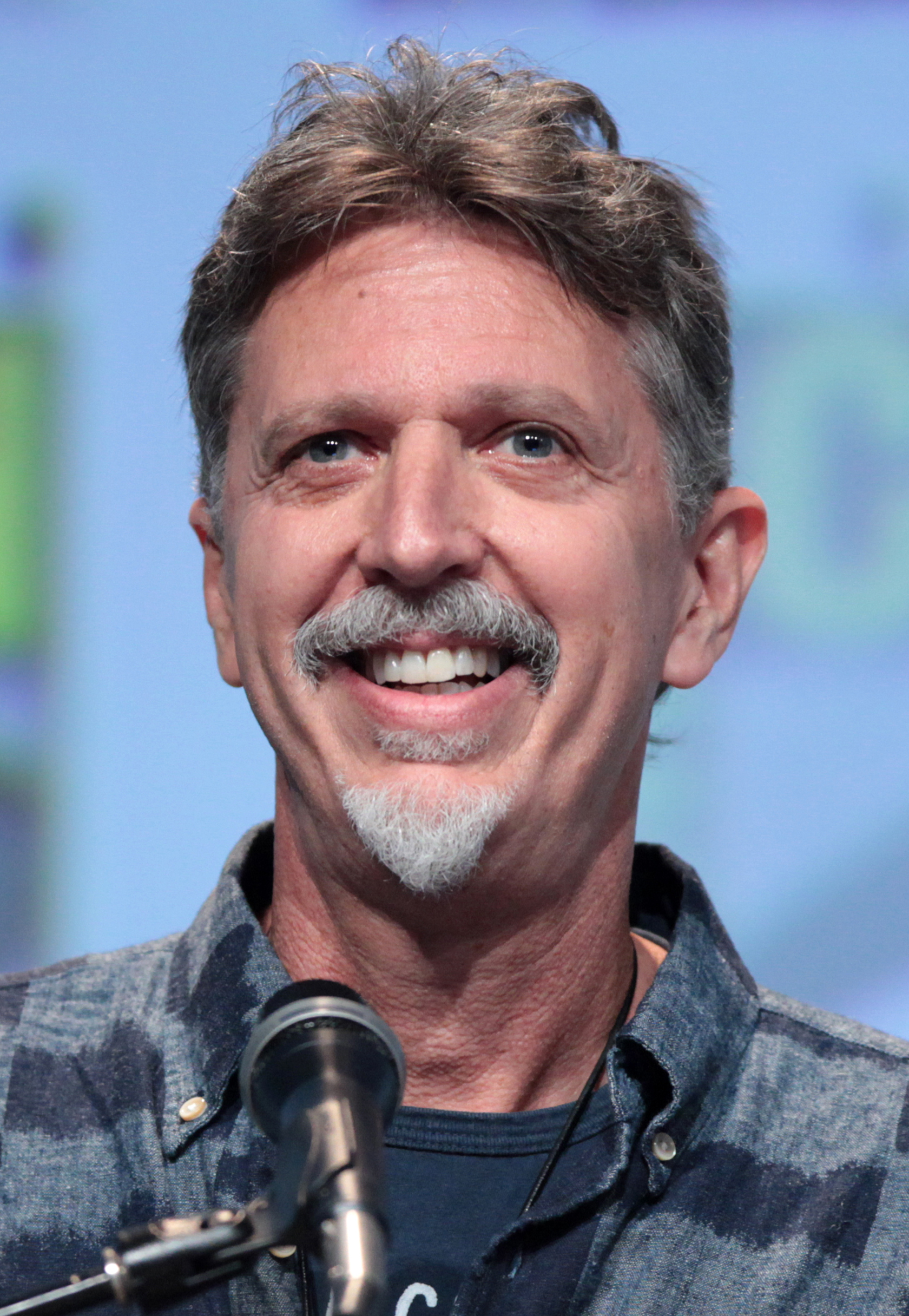
Tim Kring auf der Comic Con (2015)

Richard Timothy „Tim“ Kring (* 9. Juli 1957 in El Dorado County, Kalifornien) ist ein US-amerikanischer TV-Producer und Drehbuchautor.

## Leben
Kring wurde am 9. Juli 1957 in El Dorado County (Kalifornien) geboren.
Im Jahr 1983 absolvierte er die USC School of Cinematic Arts.
Kring erfand unter anderem die Fernsehserien Crossing Jordan sowie Heroes. Außerdem schrieb er für viele Fernsehserien Drehbücher.

## Filmografie (Auswahl)

### TV-Produktionen
- 1999–2000: Providence
- 2001–2007: Crossing Jordan – Pathologin mit Profil (Crossing Jordan)
- 2006–2010: Heroes
- 2012–2013: Touch
- 2014: Dig
- 2015–2016: Heroes Reborn
- 2019: Treadstone

### Drehbuch
- 1999–2001: Providence
- 2001–2007: Crossing Jordan – Pathologin mit Profil (Crossing Jordan)
- 2006–2010: Heroes
- 2019: Treadstone (2 Folgen)

## Roman
- 2010 Shift mit Dale Peck